# Adoni-Bezek

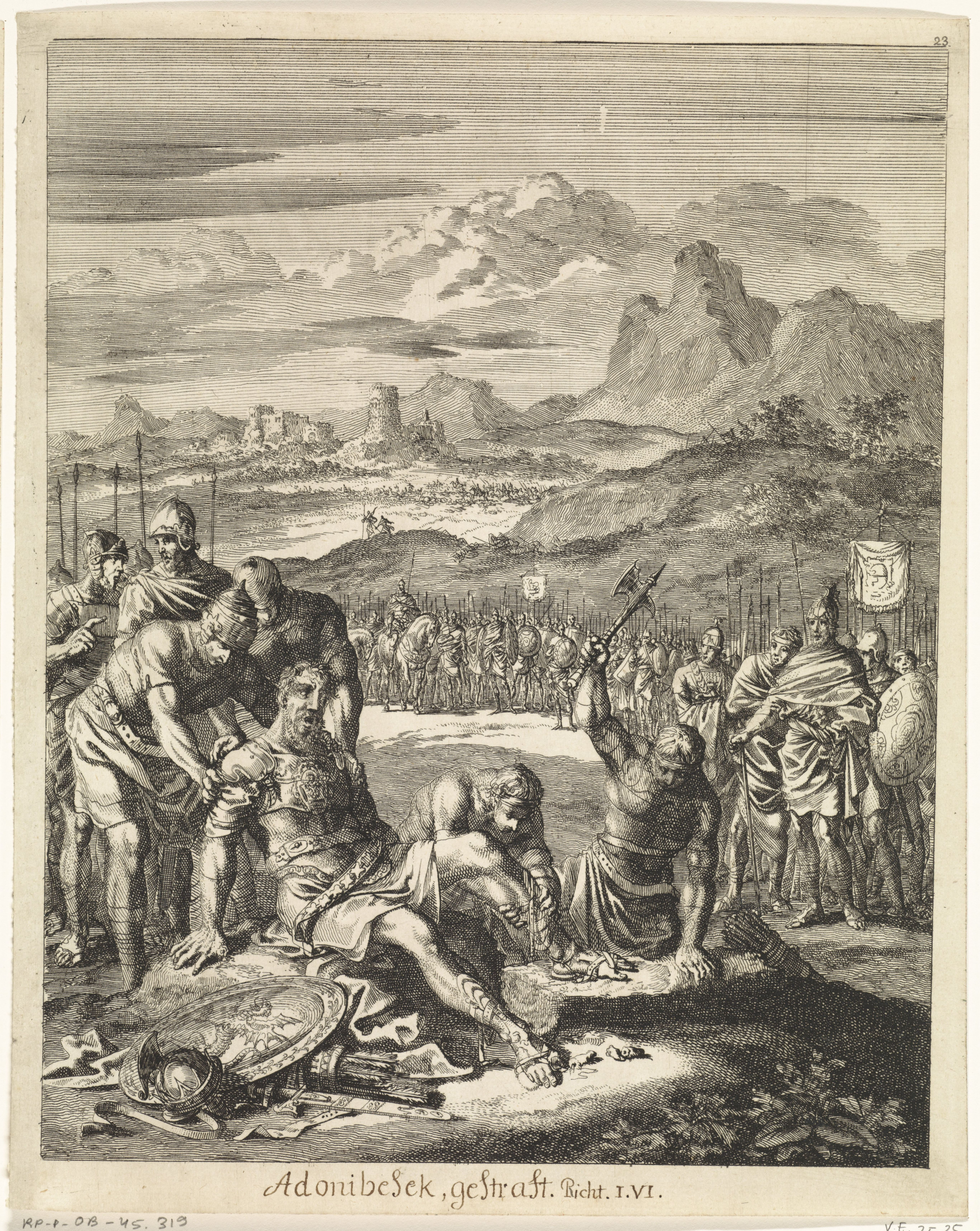
Okaleczenie Adoni-Bezka, François van Bleyswijck, XVIII w.

Adoni-Bezek (dosł. pan  Bezek) – postać biblijna z Księgi Sędziów, kananejski król miasta Bezek. 
Pokonał on 70 innych królów i upokorzył ich odcinając im kciuki oraz duże palce u stóp. Sam zaś został pokonany przez połączone siły pokoleń Judy i Symeona i pojmany podczas próby ratowania się ucieczką. Izraelici postąpili z nim w taki sam sposób w jaki on traktował pokonanych królów – obcięli mu kciuki oraz duże palce u stóp, co uznał on za sprawiedliwość bożą.
Po tych wydarzeniach został odprowadzony do Jerozolimy, gdzie zmarł.